# Shane Brennan
Pour les articles homonymes, voir Brennan.
Shane Brennan est un producteur et scénariste australien, né le 26 novembre 1957 à Bendigo en Australie. Il est principalement connu pour son rôle de producteur exécutif en compagnie de Paul A. Kaufman, Hart Hanson et David Mirkin dans la mini-série LSPD et pour la création de NCIS : Los Angeles.

## Biographie
Il a gagné en 1987 l'Australian Film Institute Award du « meilleur scénario pour une mini-série », pour In Between.

## Filmographie
Shane Brennan a été producteur et scénariste de nombreuses séries télévisées, ainsi que scénariste d'un film et d'un téléfilm :

### Producteur
- 1995 : Les Nouvelles Aventures de Flipper le dauphin — producteur superviseur — 24 épisodes
- 1998 : LSPD — producteur exécutif — 117 épisodes
- 1999 : Witch Hunt — producteur associé — téléfilm
- 2003 - 2004 : Les Experts : Miami — producteur superviseur — 24 épisodes
- 2005 : Summerland — producteur superviseur — 13 épisodes
- 2006 : One Tree Hill — coproducteur exécutif — 1 épisode
- 2009 - 2023 : NCIS : Los Angeles — créateur et producteur exécutif — 168 épisodes

### Scénariste
- 1984 - 1985 : Special Squad — 4 épisodes
- 1986 : Prime Time — série télévisée
- 1987 : In Between — série télévisée
- 1987 : À cœur ouvert — 1 épisode
- 1990 : Embassy — Série TV
- 1987 - 1991 : The Flying Doctors — 18 épisodes
- 1992 : Clowning Around — film
- 1991 - 1993 : All Together Now — 17 épisodes
- 1994 : Océane — 1 épisode
- 1995 : Les Nouvelles Aventures de Flipper le dauphin — série télévisée
- 1995 : La Saga des McGregor — 2 épisodes
- 1995 : Blue Heelers — 1 épisode
- 1997 - 1998 : State Coroner — 4 épisodes
- 1998 : Maginnis — 1 épisode
- 1999 : Witch Hunt — téléfilm
- 1999 : Crash Zone — 2 épisodes
- 2000 - 2003 : Stingers — 19 épisodes
- 2002 : Le Monde perdu (The Lost World) — série télévisée, 1 épisode
- 2003 : Le Ranch des McLeod (McLeod's Daughters) — série télévisée, 1 épisode
- 2003 - 2004 : Les Experts : Miami — 4 épisodes
- 2005 : Summerland — 2 épisodes
- 2009 - 2023 : NCIS : Los Angeles
- depuis 2023 : NCIS: Sydney[3]